# Hylaeus alampes
Hylaeus alampes är en biart som beskrevs av Jesus Santiago Moure 1942. Hylaeus alampes ingår i släktet citronbin, och familjen korttungebin. Inga underarter finns listade i Catalogue of Life.